# Río Anchicayá
Der Río Anchicayá ist ein etwa 135 km langer Zufluss des Pazifischen Ozeans im Departamento Valle del Cauca im Westen Kolumbiens.

## Flusslauf
Der Río Anchicayá entspringt in der Westkordillere. Das etwa 3000 m hoch gelegene Quellgebiet liegt 30 km westsüdwestlich von Cali. Der Río Anchicayá fließt anfangs in überwiegend nordnordwestlicher Richtung durch das Gebirge. Bei Flusskilometer 88 wird der Fluss von einer Talsperre aufgestaut. Bei Flusskilometer 73 trifft der Río Digua von Osten kommend auf den Río Anchicayá. Dieser wendet sich im Anschluss nach Westen. Bei Flusskilometer 67 befindet sich ein Wehr am Flusslauf. Zwischen den Flusskilometern 50 und 35 strömt der Río Anchicayá nach Norden. Bei Flusskilometer 50 erreicht der Fluss das westkolumbianische Küstentiefland. Im Unterlauf verläuft der Fluss in westlicher Richtung. 15 km oberhalb der Mündung zweigt ein größerer Mündungsarm links ab. Der Río Anchicayá wendet sich anschließend nach Nordwesten und mündet schließlich 12 km südwestlich der Hafenstadt Buenaventura in die Bahía de Buenaventura.

## Hydrologie und Einzugsgebiet
Der Río Anchicayá entwässert schätzungsweise ein Areal von 1050 km². Im Süden grenzt das Einzugsgebiet an das des Río Raposo, im Norden an das des Río Dagua. Südlich des Río Digua sowie südlich des Mittellaufs des Río Anchicayá erstreckt sich der Parque Nacional Natural Farallones de Cali.
Der mittlere Abfluss des Río Anchicayá beträgt 112 m³/s. Das Einzugsgebiet des Río Anchicayá liegt in der humiden Tropenzone. Diese ist gekennzeichnet durch tropischen Regenwald. Die Temperaturen sind über das Jahr hinweg relativ konstant. Ferner wird das Klima durch starke Niederschläge und hohe Luftfeuchtigkeit geprägt. Gewöhnlich treten an der kolumbianischen Westküste in den Monaten September bis November die höchsten Niederschläge auf. Daneben tritt zwischen April und Juni eine weniger stark ausgeprägte Regensaison auf.

## Wasserkraftnutzung
Am Oberlauf des Río Anchicayá, bei Flusskilometer 88, befindet sich die Talsperre Alto Anchicayá (⊙). Das zugehörige Wasserkraftwerk wurde 1974 in Betrieb genommen. Es verfügt über drei Francis-Turbinen (2× 120 MW, 1 × 115 MW). Der Fluss wird auf einer Länge von etwa 4,5 km aufgestaut. Die Stauseefläche beträgt etwa 1,2 km².
Bei Flusskilometer 65 befindet sich ein Wehr (⊙), das den Fluss aufstaut. Unterhalb des Staudamms liegt das zugehörige Wasserkraftwerk Bajo Anchicayá. Dieses wurde 1955–1957 fertiggestellt und verfügt über 4 Francis-Turbinen (2 × 13 MW, 2 × 24 MW).